# Sisto Badalocchio
Sisto Badalocchio (ook bekend als Sisto Rosa) (Parma, 28 juni 1585 – Rome, circa 1647) was een Italiaans kunstschilder.

## Leven en werk
Badalocchio werd in 1585 in Parma geboren en was leerling van Annibale Carracci en vriend van Giovanni Lanfranco. Hij en Lanfranco maakten samen gravures, de bekendste zijn de Bibbia di Raffaello. Deze beelden tonen een reeks fresco’s van de Loggia van Rafaël Santi, die zich in het Vaticaan bevinden. 
Badalocchio wordt gezien als een belangrijke barokschilder in Noord-Italië. Zijn bekendste fresco’s bevinden zich in de kerk San Giovanni Evangelista te Reggio Emilia.

## Galerij

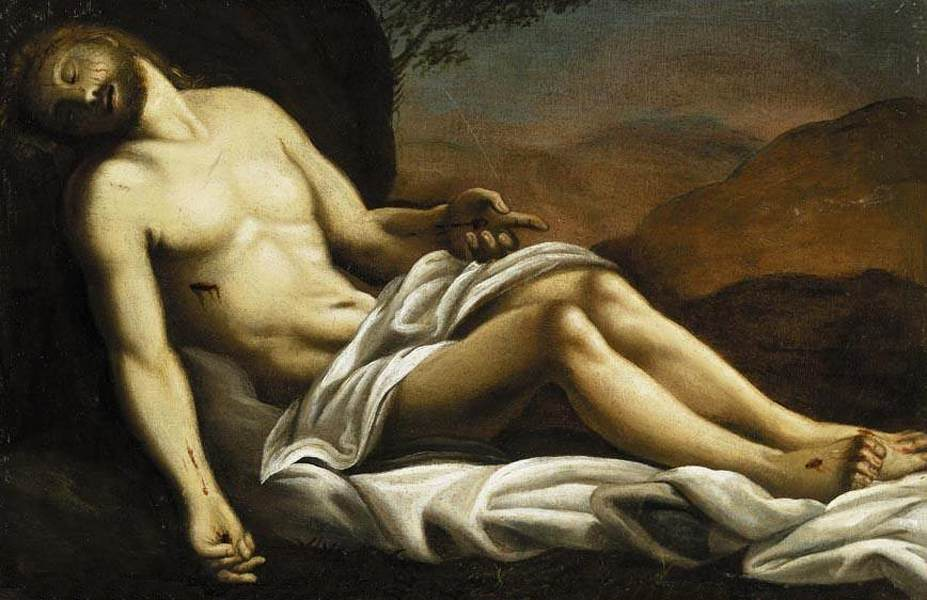
Christus, eerste helft van de 17de eeuw
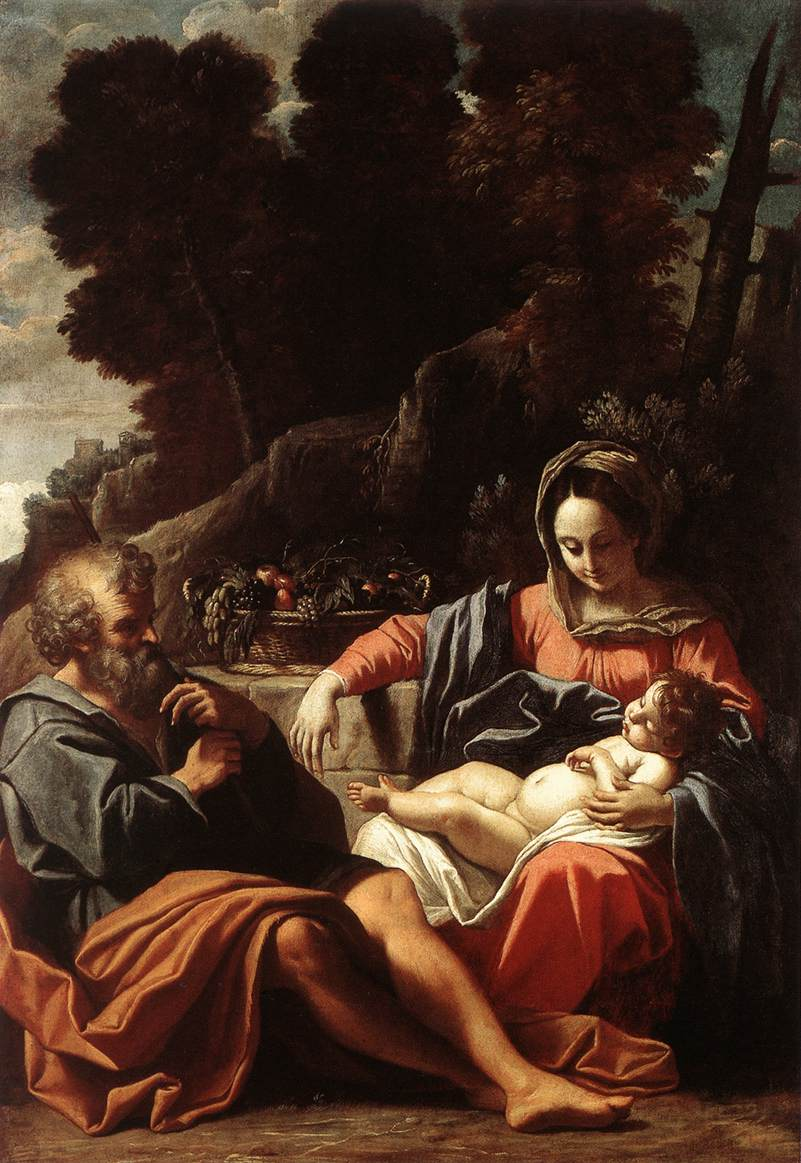
Heilige familie, circa 1610
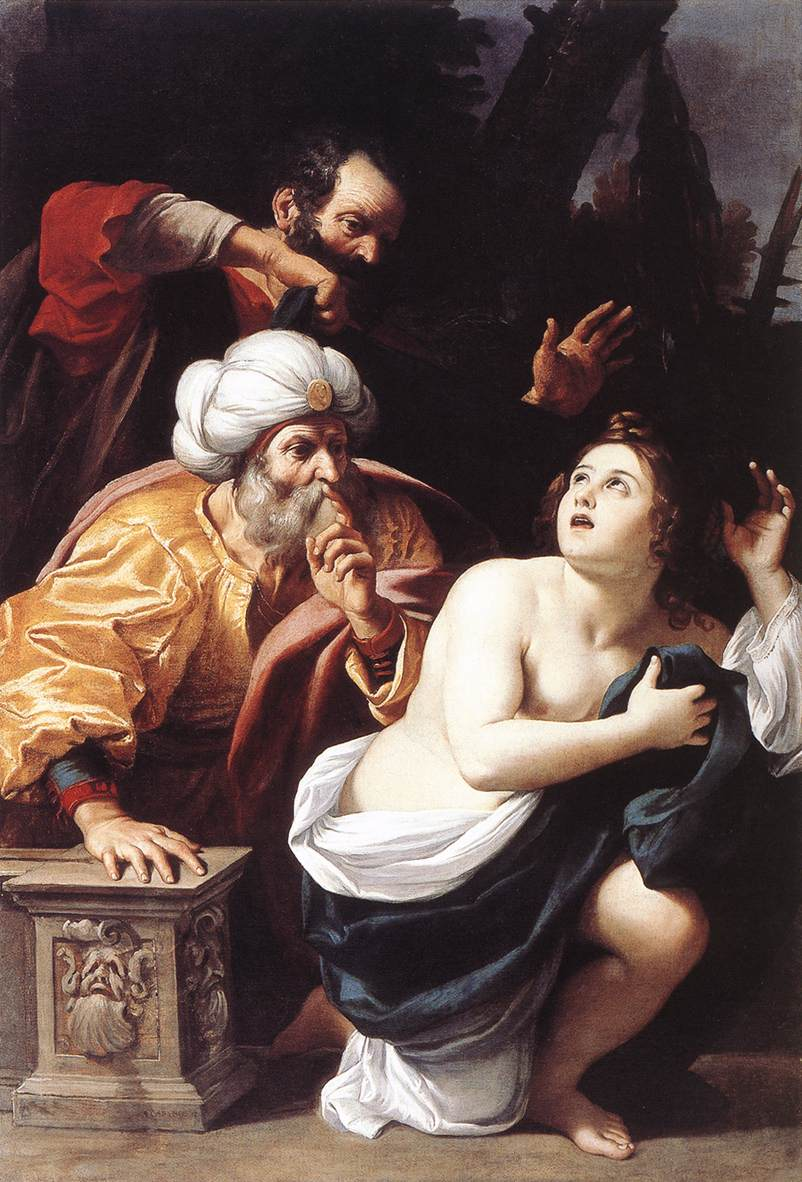
Susanna en de ouderlingen, circa 1609
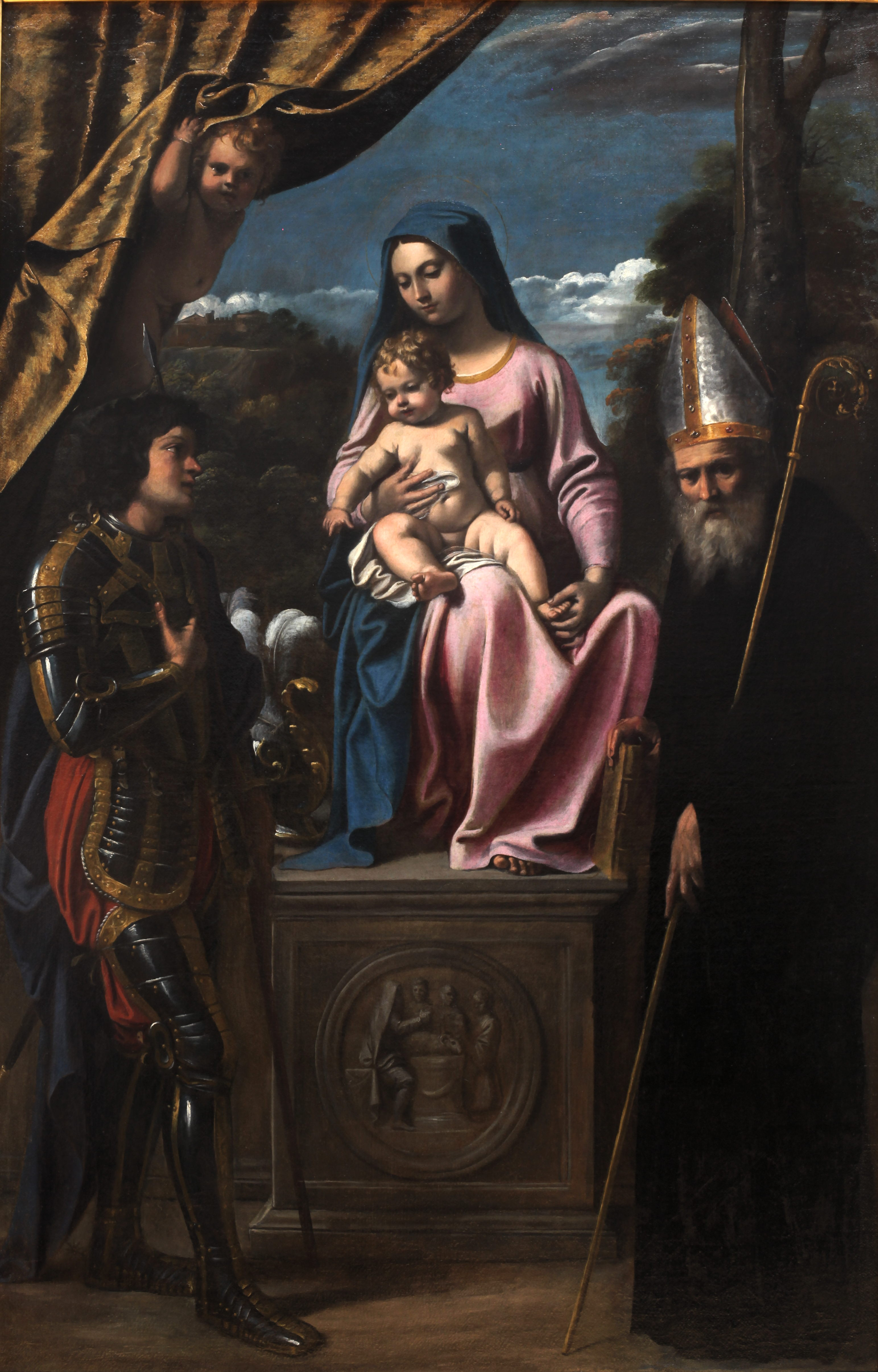
Maagd en kind tussen St Benedict en St Quentin, 1618
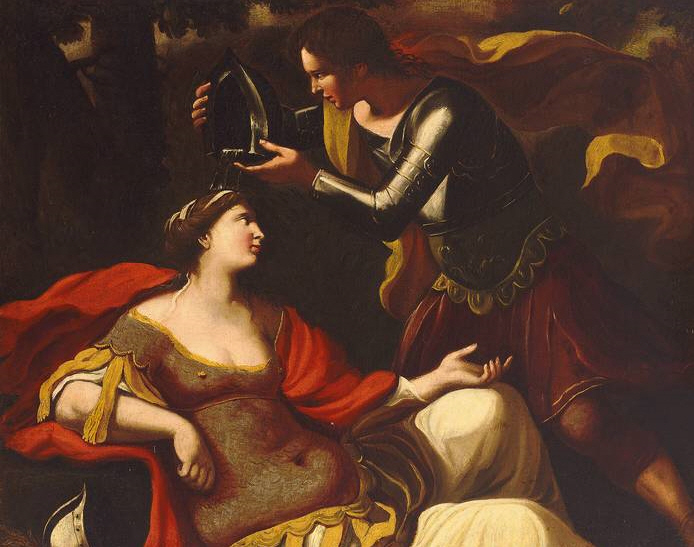
Tancred en Clorinda, 17de eeuw

- Art Gallery of South Australia: 12967
- Biblioteca Nacional de España: XX5155842
- Bibliothèque nationale de France: cb14968433h (data)
- Gemeinsame Normdatei: 123220610
- International Standard Name Identifier: 0000 0001 2341 7800
- KulturNav: e2dea2ed-3cb7-481c-8e4e-a63e6a42938e
- Library of Congress Control Number: nr2002010028
- Nationale Bibliotheek van Tsjechië: xx0217502
- Nederlandse Thesaurus van Auteursnamen: 243087969
- RKD-Nederlands Instituut voor Kunstgeschiedenis: 3447
- Istituto Centrale per il Catalogo Unico: PARV390947
- Système universitaire de documentation: 083692495
- Union List of Artist Names: 500003253
- Virtual International Authority File: 88671688
- WorldCat: E39PCjCKxbMWdPJ7Cxbxj7pGd3